# Suzuki GSX 550
Die Suzuki GSX 550 ist ein Motorradmodell von Suzuki. Der Sporttourer wurde von 1982 bis 1988 in zwei Modellreihen sowie drei verschiedenen Versionen (EU, ES, EF) produziert. Dabei geben die Zusätze hinter der Modellbezeichnung die Art der Verkleidung an. EU steht für die nackte Version, ES für eine Halbschale und EF für die Vollverkleidung.

## Entwicklungsgeschichte
Der Motor des bis 1984 produzierten Ursprungsmodells leistete 47 kW (64 PS). Dieses Motorrad wurde nur als ES-Version in blau/weißer Lackierung angeboten. Anlässlich der Modellpflege für 1985 wurde der ES-Version die vollverkleidete EF-Version zur Seite gestellt, sowie die Leistung des Motors auf 50 kW (68 PS) erhöht. Weiterhin wurde ab diesem Zeitpunkt die nur mit einer Instrumentenverkleidung ausgestattete EU-Version vertrieben. Der Motor dieses Modells leistete 37 kW (50 PS), was die Einstufung in eine seinerzeit deutlich günstigere Versicherungsklasse ermöglichte. Daher wurden auch viele ES und EF Modelle entsprechend gedrosselt betrieben. Bis zum Ende der Produktion 1986 erfolgten, abgesehen von Änderungen der Lackierung, keine Modellpflegemaßnahmen mehr. 
In Österreich gab es aus versicherungstechnischen Gründen die GSX 500 mit einem auf 498 cm³ reduziertem  Hubraum und 60 PS. Der Motor unterscheidet sich von der normalen GSX 550 durch andere Pleuel, eine Kurbelwelle mit einem auf 44,1 mm verkürzten Hub, anderen Nockenwellen und einer angepassten Vergaserbedüsung.

## Technische Daten
- Motor:
  - Luftgekühlter Vierzylinder-Viertakt-Reihenmotor
  - zwei obenliegende Nockenwellen
  - vier über Schlepphebel betätigte Ventile pro Zylinder
  - kontaktlose Zündanlage mit elektronischer Zündverstellung
  - zwei Mikuni-Gleichdruck -Doppelvergaser, Ø 30 mm, Typ BSW 30 SS
  - Sechsganggetriebe
  - Drehstromlichtmaschine 240 Watt, E-Starter
  - Bohrung × Hub 60 × 50,6 mm
  - Hubraum 572 cm³
  - Verdichtungsverhältnis 9,8:1

- Nennleistung:
  - 47 kW (64 PS) bei 10.000 min−1. (ursprüngliche Version)
  - 50 kW (68 PS) bei 10.000 min−1.
  - 37 kW (50 PS) bei 9.600 min−1. (hauptsächlich für Deutschland).

- Max. Drehmoment:
  - 48,2 Nm bei 8.000 min−1 (47 kW-Version)

- Kraftübertragung:
  - Primärantrieb über Zahnräder,
  - mechanisch betätigte Mehrscheiben-Ölbadkupplung,
  - Sechsganggetriebe,
  - O-Ring-Kette

- Fahrwerk:
  - Doppelschleifen Rohrrahmen aus Stahl
  - Zweifachscheibenbremse vorn, Ø 260 mm mit Doppelkolbensatteln,
  - Scheibenbremse hinten, Ø 250 mm mit Doppelkolbensattel,
  - Reifengröße vorn 100/90 H 16, hinten 110/90 H 18

- Maße und Gewichte:
  - Tankinhalt 18 Liter (davon 3,5 Reserve),
  - Gewicht leer 213 kg (ES),
  - zulässiges Gesamtgewicht 405 kg.